# Huajuapan de León
Huajuapan de León (kurz: Huajuapan, offiziell: Heroica Ciudad de Huajuapan de León) ist eine Stadt mit gut 56.000 Einwohnern im Nordwesten des Bundesstaates Oaxaca in Mexiko. Sie ist Sitz des Bistums Huajuapan de León der katholischen Kirche und Verwaltungssitz des Municipios Heroica Ciudad de Huajuapan de León.

## Toponym
Der Name Huajuapan oder Huaxuapan setzt sich aus folgenden Nahuatl-Wörtern zusammen: huaxin = Weißkopfmimose, ohtli = Weg, apan = Fluss. Er bedeutet daher „Fluss der Weißkopfmimosen“ oder „Ort der Weißkopfmimosen am Fluss“. Der Beiname de León verweist auf Antonio de León, einen aus dem Ort stammenden Helden des mexikanischen Unabhängigkeitskriegs.
Zur Erinnerung an die Belagerung Huajuapans im Jahr 1812 trägt der Ort seit 1843 den Ehrentitel Heroica Villa (Heldenort). Mit einer Dauer von 111 Tagen war dies die längste Belagerung eines Ortes im Kampf der spanischen Armee gegen die mexikanischen Aufständischen, zudem wurde sie von den Mexikanern unter José María Morelos gewonnen. Seit 1884, als Huajuapan Stadt wurde, lautet der Ehrentitel Heroica Ciudad („Heldenstadt“).

## Geographie und Klima
Die Stadt Huajuapan liegt in ca. 1600 m Höhe in der Region Mixteca Baja, einer sehr rauen und gebirgigen Region Oaxacas. Die Entfernung nach Mexiko-Stadt beträgt ca. 310 km (Fahrtstrecke) in nordwestlicher Richtung; die Stadt Oaxaca de Juárez ist ca. 170 km in südöstlicher Richtung entfernt. Das Klima ist gemäßigt bis warm; Regen (ca. 700 mm/Jahr) fällt hauptsächlich in den Sommermonaten.

## Bevölkerungsentwicklung
| Jahr        | 1900  | 1930  | 1960  | 1990   | 2000   | 2010   | 2020   |
| ----------- | ----- | ----- | ----- | ------ | ------ | ------ | ------ |
| Bevölkerung | 3.799 | 4.192 | 8.531 | 32.047 | 43.073 | 53.043 | 56.163 |

Ein Großteil der Bevölkerung sind mixtekischer Abstammung; neben spanisch werden auch mixtekische oder Nahuatl-Dialekte gesprochen.

## Wirtschaft
Huajuapan ist die größte Stadt im Nordwesten des Tals von Oaxaca; sie liegt an der N190 (Panamericana). Verschiedene Handels- und Dienstleistungsunternehmen bestimmen das Stadtbild; kleinere Industriebetriebe haben sich in den Außenbezirken angesiedelt, doch sind auch viele Männer in die USA ausgewandert und unterstützen von dort ihre Familien.

## Geschichte

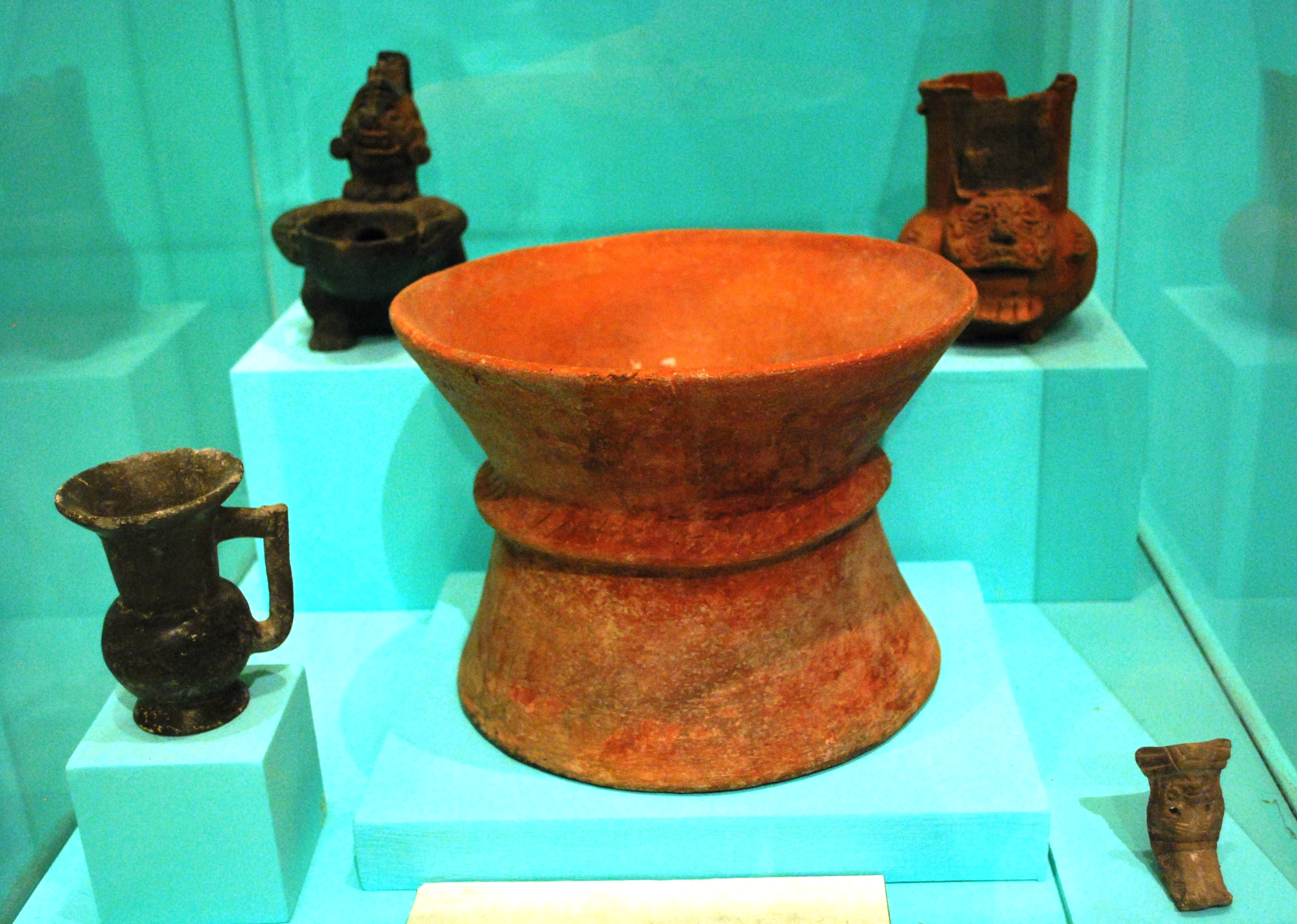
Keramik vom Cerro de las Minas

Die erste Siedlung am Cerro de las Minas (kleinere Fundstätten am Cerrito el Sombrerito y la Soledad und in der Zona Arqueológica Santa Teresa scheinen sogar noch etwas älter zu sein) geht auf die Zeit um 400 v. Chr. zurück; man rechnet sie der Ñuiñe-Kultur zu, die bis etwa 800 n. Chr. existierte. In dieser Zeit gab es Handelsbeziehungen (Obsidian, Keramik, Stoffe, Copalharz etc.) sowohl zum Tal von Oaxaca (Monte Alban) als auch zum Hochtal von Mexiko (Teotihuacán) und der Ort entwickelte sich zu einer Stadt mit etwa 1000 bis 2000 Einwohnern; um 800 n. Chr. wurde sie aufgegeben.
Im Jahr 1525 (oder 1561) gründeten die Spanier in unmittelbarer Nachbarschaft die Stadt Huajuapan. Während des Mexikanischen Unabhängigkeitskrieges (1810–1821) wurde die Stadt von spanischen Truppen belagert, doch hielt sie 111 Tage lang stand. Am Ende trugen die Belagerten mit Hilfe eines von José María Morelos entsandten Entsatzheeres den Sieg davon. Im Jahr 1884 erhielt Huajuapan die Stadtrechte.

## Sehenswürdigkeiten
- Die Ausgrabungsstätte am Cerro de las Minas ist nur von geringem Interesse. Einige Funde wurden in das Museo Regional de Huajuapan verbracht.
- Mit dem Bau der Johannes dem Täufer geweihten Kathedrale San Juan Bautista wurde im Jahr 1632 begonnen; die Fertigstellung der Gewölbe und der auf einem oktogonalen Tambour ruhenden Vierungskuppel erfolgte jedoch erst im Jahr 1812. Das Bistum wurde von Papst Leo XIII. erst im Jahr 1902 installiert. Sie verfügt über zwei Glockentürme und drei Schiffe.
- Das Sagrario oder die Capilla del Señor de los Corazones grenzt unmittelbar an die Kathedrale an. Hier wird ein als wundertätig verehrtes Kruzifix gezeigt.
- Im Rathaus (Palacio Municipal) sind Wandmalereien (murales) des mexikanischen Malers José Luis García zu sehen.
- Das Museo Regional de Huajuapan (MureH) bietet einen Überblick über die verschiedenen Perioden der Stadtgeschichte sowie über kulturelle Aspekte.
- Die La Casa de la Pólvora am Cerro de las Minas ist ein von den Spaniern während der Belagerung der Stadt erbautes Pulvermagazin.

## Söhne und Töchter der Stadt
- José López Alavez (1889–1974), Komponist und Musiker
- Magín Camerino Torreblanca Reyes (1919–1998), römisch-katholischer Geistlicher und Bischof von Texcoco
- Ricardo Osorio (* 1980), mexikanischer Fußballspieler